# Kolaróc
Kolaróc (1899-ig Kollárovicz, szlovákul Kolárovice) község Szlovákiában, a Zsolnai kerületben, a Nagybiccsei járásban.

## Fekvése
Nagybiccsétől 4 km-re északnyugatra fekszik.

## Története
1312-ben „Henrici villa” néven említik először, amikor Csák Máté uralta ezt a területet. A hricsói, majd a nagybiccsei váruradalomhoz tartozott, később a nyitrai püspökség faluja volt. 1469-ben „Kolarow”, 1525-ben „Kolárowcze”, 1598-ban „Kolarowicze” néven említik. 1598-ban malma és 38 háza volt. 1784-ben 439 házában 2020 lakos élt.
A 18. század végén Vályi András így ír róla: „KOLAROVECZ. Tót falu Trentsén Várm. földes Ura H. Eszterházy Uraság, lakosai katolikusok, fekszik Bicséhez közel, határja közép termékenységű, réttye, legelője meglehetős.”
1828-ban 436 háza volt 2065 lakossal. Lakói drótozással, erdei munkákkal foglalkoztak.
Fényes Elek 1851-ben kiadott geográfiai szótárában így ír a faluról: „Kolárovicz, Trencsén m. tót falu, a hegyek közt elszórva. 2612 kath., 21 zsidó lak., kik zsindellel, fával nagy kereskedést üznek. Kath. paroch. templom. F. u. h. Eszterházy. Ut. p. Zsolna.”
A trianoni békéig Trencsén vármegye Nagybiccsei járásához tartozott.

## Népessége
| Év:            | 1994. | 2004.   | 2014.   | 2024.   |
| -------------- | ----- | ------- | ------- | ------- |
| Emberek száma: | 1960  | 1890    | 1825    | 1786    |
| Eltérés:       |       | -3,57 % | -3,43 % | -2,13 % |

| Év:            | 2023. | 2024.   |
| -------------- | ----- | ------- |
| Emberek száma: | 1793  | 1786    |
| Eltérés:       |       | -0,39 % |

1910-ben 2141, túlnyomórészt szlovák anyanyelvű lakosa volt.
2001-ben 1915 lakosából 1898 szlovák volt.
2011-ben 1826 lakosából 1807 szlovák volt.

## Neves személyek
- Itt született 1882-ben Štefan Gallo római katolikus plébános, fogoly, embermentő.
- Itt született 1890-ben Tauszk Ervin MÁV-hivatalnok, szakszervezeti vezető, bankhivatalnok, a Magyar Leszámítoló és Pénzváltó Bank üzemi bizottságának elnöke.

## Nevezetességei
- Szent Miklós tiszteletére szentelt római katolikus temploma 1873-ban épült. Szent Miklóst, Szent Andrást és Szűz Máriát ábrázoló oltárképei 1872-ben készültek.
- A plébánia épülete a 19. század elején épült. A falu alapításának 690. évfordulójára avatták fel 2002-ben a plébánia kertjében található galériát.

## Külső hivatkozások
- Hivatalos oldal
- Községinfó
- Kolaróc Szlovákia térképén
- E-obce.sk Archiválva 2010. május 7-i dátummal a Wayback Machine-ben